# سارا دیل
سارا دیل (زاده ۱۴ سپتامبر ۱۹۶۹) سرهنگ دوم خلبان بالگرد سیکورسکی سی‌اچ-۵۳ئی سوپر استالیون سپاه تفنگداران دریایی ایالات متحده آمریکا است.

## پیشینه نظامی
دیل فارغ‌التحصیل دانشکده خلبانی پایگاه هوایی پنسکوولا است. وی دوره‌های مراقبت پرواز و دوره پروازهای آموزشی را در این پایگاه با بیچ‌کرفت تی-۳۴ منتور و بل ۲۰۶ تجربه کرد. دیل به عنوان بخشی از اجزای ذخیره نیروهای مسلح ایالات متحده آمریکا در سال ۲۰۰۶ به‌طور تخصصی به عنوان خلبان جنگنده بالگرد سیکورسکی سی‌اچ-۵۳ئی سوپر استالیون به خدمت مشغول شد. عمده سرشناسی وی شرکت در نبرد عملیات آزادی بلندمدت در افغانستان بوده‌است. وی دوباره از ژولای ۲۰۱۶ با درجه سرهنگ دوم خلبان به اجزای ذخیره نیروهای مسلح ایالات متحده آمریکا بازگشت و به خدمت ادامه داده‌است.

## افتخارات
سارا دیل از سن ۲۹ سالگی در سال ۱۹۹۹ وارد تالار مشاهیر زن اوهایو شد.